# Франц Біндер
Франц Бі́ндер (нім. Franz Binder, * 1 грудня 1911, Санкт-Пельтен, Австрія — † 24 квітня 1989, Відень) — австрійський футболіст та тренер.

## «Рапід»
Народився у робітничій сім'ї, мав дев'ять братів та сестер. Родина проживала у невеликій трикімнатній квартирі у Санкт-Пельтені, адміністративному центрі землі Нижня Австрія. З 15 років почав виступати за місцевий клуб «Санкт-Пельтен». В 19 років переходить до складу віденського «Рапіду». Через нестачу коштів аж до 1936 року продовжував мешкати у Санкт-Пельтені та їздити за 65 км на тренування та матчі «зелено-білих». У дебютному матчі забив два м'ячі у ворота віденського «Слована». Високий на зріст, він чудово грав у повітрі, мав потужний та точний удар. Недостатню індивідуальну майстерність компенсував чудовим відчуттям гольового моменту, вмів вражати ворота суперника з будь-якого положення.
У складі «Рапіда» виграв шість титулів чемпіона Австрії та одного разу національний кубок. Шість разів був найкращим бомбардиром чемпіонату (п'ять — поспіль). У кубковому матчі 1939 р. «Рапід» — «Нойштадт» (13:1) забив 7 голів, ще у ворота двох команд забивав по 6 м'ячів.
Найкращим матчем в його кар'єрі вважається фінал чемпіонату Німеччини 1941 року. Програючи по ходу матчу (0:3) клубу «Шальке 04». віденський «Рапід» здобув перемогу (4:3), а Біндер зробив хек-трик.

## Національні збірні
Перший матч за національну збірну провів 11 червня 1933 року проти збірної Бельгії і відзначився двома забитими м'ячами. 11 лютого 1934 у Римі збірна Австрії в чудовому стилі перемогла майбутніх чемпіонів світу, італійців (4:2). Молода «рапідівська» трійка нападу Кабурек — Біцан — Біндер проявила себе в усій красі. Але на чемпіонат світу 1934 року Біндера не взяли, тренерський штаб дав перевагу більш досвідченим футболістам.
Під час аншлюсу виступав за збірну Німеччини. У першому матчі знову грав проти збірної Бельгії. Матч закінчився з таким же рахунком (4:1), а Біндер забив гол. 12 листопада 1939 у Вроцлаві німецька збірна грала зі збірною Богемії і Моравії (4:4). У цьому матчі Біндер забив три м'ячі, а за суперників хек-трик зробив його колишній одноклубник, Йозеф Біцан. Через два тижні у ворота збірної Італії він також забив три м'ячі.
Усього за національні збірні Біндер провів 28 матчів і забив 26 голів.

## Кар'єра тренера
По закінченні футбольної кар'єри працював технічним директором «Рапіда». Потім очолював німецькі «Ян» (Регенсбург), «Нюрнберг», «Мюнхен 1860» і нідерландський ПСВ. Завершив тренерську діяльність у рідному «Рапіді» в сезоні 1975/76.
Займає 11-те місце у рейтингу RSSSF «Найкращі бомбардири світу в офіційних матчах» — 546 голів.
Всього за свою футбольну кар'єру (врахувуючи товариські зустрічі) провів 756 матчів і забив 1006 голів.

## Досягнення
- Чемпіон Австрії (6): 1935, 1938, 1940, 1941, 1946, 1948
- Чемпіон Німеччини (1): 1941
- Володар кубка Австрії (1): 1946
- Кубок Німеччини (1): 1938
- Найкращий футболіст Австрії (3): 1946, 1948, 1949
- Найкращий бомбардир чемпіонату Австрії (6): 1933 (25), 1937 (29), 1938 (22), 1939 (27), 1940 (18), 1941 (27)

## Статистика
border=1 align= cellpadding=4 cellspacing=2 style="background: ivory; font-size: 95%; border: 1px #aaaaaa solid; border-collapse: collapse; clear: center"
| Сезон   | Чемпіонат Австрії | Чемпіонат Австрії | Чемпіонат Німеччини | Чемпіонат Німеччини | Національний кубок | Національний кубок | Кубок Мітропи | Кубок Мітропи | Всього | Всього |
| Сезон   | Матчі             | Голи              | Матчі               | Голи                | Матчі              | Голи               | Матчі         | Голи          | Матчі  | Голи   |
| ------- | ----------------- | ----------------- | ------------------- | ------------------- | ------------------ | ------------------ | ------------- | ------------- | ------ | ------ |
| 1930/31 | 1                 | 2                 | -                   | -                   | 2                  | 0                  | -             | -             | 3      | 2      |
| 1931/32 | 8                 | 6                 | -                   | -                   | 2                  | 6                  | -             | -             | 10     | 12     |
| 1932/33 | 20                | 25                | -                   | -                   | 2                  | 7                  | -             | -             | 24     | 32     |
| 1933/34 | 22                | 20                | -                   | -                   | 5                  | 7                  | 4             | 6             | 31     | 33     |
| 1934/35 | 22                | 21+1              | -                   | -                   | 6                  | 13                 | 2             | 1             | 30     | 36     |
| 1935/36 | 20                | 17                | -                   | -                   | 2                  | 4                  | 2             | 3             | 24     | 24     |
| 1936/37 | 22                | 29                | -                   | -                   | 4                  | 8                  | -             | -             | 26     | 37     |
| 1937/38 | 17                | 22                | -                   | -                   | 1                  | 0                  | -             | -             | 18     | 22     |
| 1938/39 | 17+1              | 27+4              | -                   | -                   | 4                  | 4                  | -             | -             | 22     | 35     |
| 1939/40 | 13                | 18                | 9                   | 14                  | 7                  | 18                 | -             | -             | 29     | 50     |
| 1940/41 | 18                | 27                | 8                   | 11                  | 5                  | 6                  | -             | -             | 31     | 44     |
| 1941/42 | 8                 | 6                 | -                   | -                   | 2                  | 5                  | -             | -             | 10     | 11     |
| 1942/43 | 1                 | 1                 | -                   | -                   | -                  | -                  | -             | -             | 1      | 1      |
| 1943/44 | 2                 | 4                 | -                   | -                   | -                  | -                  | -             | -             | 2      | 4      |
| 1944/45 | -                 | -                 | -                   | -                   | 1                  | 0                  | -             | -             | 1      | 0      |
| 1945/46 | 13                | 17                | -                   | -                   | 3                  | 7                  | -             | -             | 16     | 24     |
| 1946/47 | 15                | 12                | -                   | -                   | 2                  | 4                  | -             | -             | 17     | 16     |
| 1947/48 | 17                | 11                | -                   | -                   | 3                  | 2                  | -             | -             | 20     | 13     |
| 1948/49 | 6                 | 2                 | -                   | -                   | 2                  | 2                  | -             | -             | 8      | 4      |
| Всього  | 243               | 272               | 17                  | 25                  | 33+19              | 60+33              | 8             | 10            | 322    | 400    |

| №  | Місце     | Дата       | Суперник       | Рахунок | Голи     |
| -- | --------- | ---------- | -------------- | ------- | -------- |
| 1  | Відень    | 11.06.1933 | Бельгія        | 4:1     | 39', 52' |
| 2  | Прага     | 17.09.1933 | Чехословаччина | 3:3     |          |
| 3  | Амстердам | 10.12.1933 | Нідерланди     | 1:0     |          |
| 4  | Турин     | 11.02.1934 | Італія         | 4:2     | 28'      |
| 5  | Генуя     | 25.03.1934 | Швейцарія      | 3:2     |          |
| 6  | Відень    | 23.09.1934 | Чехословаччина | 2:2     | 4'       |
| 7  | Відень    | 12.05.1935 | Польща         | 5:2     |          |
| 8  | Варшава   | 6.10.1935  | Польща         | 0:1     |          |
| 9  | Мадрід    | 19.01.1936 | Іспанія        | 5:4     | 31'      |
| 10 | Лісабон   | 26.01.1936 | Португалія     | 3:2     | 41'      |
| 11 | Будапешт  | 27.09.1936 | Угорщина       | 3:5     | 2'       |
| 12 | Цюрих     | 8.11.1936  | Швейцарія      | 3:1     | 26', 80' |
| 13 | Париж     | 24.01.1937 | Франція        | 2:1     | 83'      |
| 14 | Відень    | 5.10.1937  | Латвія         | 2:1     | 33'      |
| 15 | Відень    | 6.12.1945  | Франція        | 4:1     |          |
| 16 | Відень    | 27.10.1946 | Чехословаччина | 3:4     | 40', 55' |
| 17 | Берн      | 10.11.1946 | Швейцарія      | 0:1     |          |
| 18 | Відень    | 14.09.1947 | Угорщина       | 4:3     | 66', 77' |
| 19 | Прага     | 5.10.1947  | Чехословаччина | 2:3     | 45'      |

| № | Місце      | Дата       | Суперник          | Рахунок | Голи          |
| - | ---------- | ---------- | ----------------- | ------- | ------------- |
| 1 | Брюссель   | 29.01.1939 | Бельгія           | 4:1     | 12'           |
| 2 | Братислава | 28.08.1939 | Словаччина        | 0:2     |               |
| 3 | Вроцлав    | 12.11.1939 | Богемія і Моравія | 4:4     | 30', 35', 53' |
| 4 | Берлін     | 26.11.1939 | Італія            | 5:2     | 21', 36', 85' |
| 5 | Берлін     | 7.04.1940  | Угорщина          | 2:2     | 25'           |
| 6 | Відень     | 14.04.1940 | Югославія         | 1:2     |               |
| 7 | Мілан      | 5.05.1940  | Італія            | 2:3     | 28', 52'      |
| 8 | Гамбург    | 17.11.1941 | Данія             | 1:0     |               |
| 9 | Бухарест   | 1.06.1941  | Румунія           | 4:1     |               |